# Apodolirion
Apodolirion é um género botânico pertencente à família Amaryllidaceae.

## Espécies
- Apodolirion amyanum D. Muller-Doblies
- Apodolirion bolusii Baker
- Apodolirion buchananii Baker
- Apodolirion cedarbergense D. Muller-Doblies
- Apodolirion lanceolatum (L.f.) Benth.
- Apodolirion macowanii Baker